# Nils Meinander
Tor Nils Hilding Meinander (né le 4 août 1910 à Tammisaari et mort le 3 juillet 1985 à Helsinki) est un homme politique finlandais,,. 

## Biographie
En 1928, Nils Meinander est diplômé de fin d'études secondaires, en 1933, il obtient un baccalauréat, et en 1950, il obtient son doctorat.
Avant sa véritable carrière politique, Nils Meinander a travaillé à Pohjoismaiden Yhdyspankki (1929-1934), pour le RKP (1934-1936), en tant que journaliste pour le Hufvudstadsbladet (1937-1942), en tant que professeur à l'Académie d'Åbo (1942-1944) et en tant que chef adjoint de l'Institut d'information de l'État (fi) (1943-1944).
Il est électeur présidentiel en 1950. 
De 1945 à 1973, il enseigne l'économie à la Svenska Handelshögskolan.
De 1950 à 1953, il a aussi travaillé à l'Institut de recherche économique de la Banque de Finlande. 
En 1970–1971, il est directeur de l'Institut de recherche sur l'économie finlandaise.

## Carrière politique
Pendant la guerre de continuation, Nils Meinander fait partie du groupe de l'opposition pour la paix (fi).
Nils Meinander est député RKP de la circonscription d'Uusimaa 6 avril 1945 au 28 mars 1954 et de la circonscription d'Helsinki 29 mars 1954 au 19 février 1962.
Nils Meinander est vice-premier ministre du gouvernement Sukselainen I (27 mai 1957–1er juillet 1957) et vice-ministre des Finances des gouvernements Kekkonen I (17 mars 1950–16 janvier 1951) et Kekkonen IV (8 juillet 1953–16 novembre 1953).
Il est aussi ministre des Finances du  gouvernement Sukselainen I (27 mai 1957–1er juillet 1957).